# يو إف سي في 1995
كان عام 1995 هو العام الثالث في تاريخ بطولة القتال النهائي (يو إف سي)، وهي عبارة عن ترويج لفنون القتال المختلطة مقره الولايات المتحدة. في عام 1995، عقدت يو إف سي 4 أحداث بدءاً من يو إف سي 5.

## قائمة الأحداث
| #   | الحدث                        | التاريخ        | المكان                | الموقع                                       | الحضور |
| --- | ---------------------------- | -------------- | --------------------- | -------------------------------------------- | ------ |
| 008 | يو إف سي: النهائي المطلق     | 16 ديسمبر 1995 | حدائق الماموث         | دنفر، كولورادو، الولايات المتحدة             | 2٬800  |
| 007 | يو إف سي 7: الشجار في بوفالو | 8 سبتمبر 1995  | قاعة بافالو التذكارية | بوفالو، نيويورك، الولايات المتحدة            | 9٬000  |
| 006 | يو إف سي 6: صراع الجبابرة    | 14 يوليو 1995  | مركز أحداث كاسبر      | كاسبر، وايومنغ، الولايات المتحدة             | 2٬700  |
| 005 | يو إف سي 5: عودة الوحش       | 7 أبريل 1995   | ساحة الاستقلال        | شارلوت، كارولاينا الشمالية، الولايات المتحدة | 6٬000  |